# Pendleton County (Kentucky)
Pendleton County is een county in de Amerikaanse staat Kentucky.
De county heeft een landoppervlakte van 727 km² en telt 14.390 inwoners (volkstelling 2000). De hoofdplaats is Falmouth.

## Bevolkingsontwikkeling

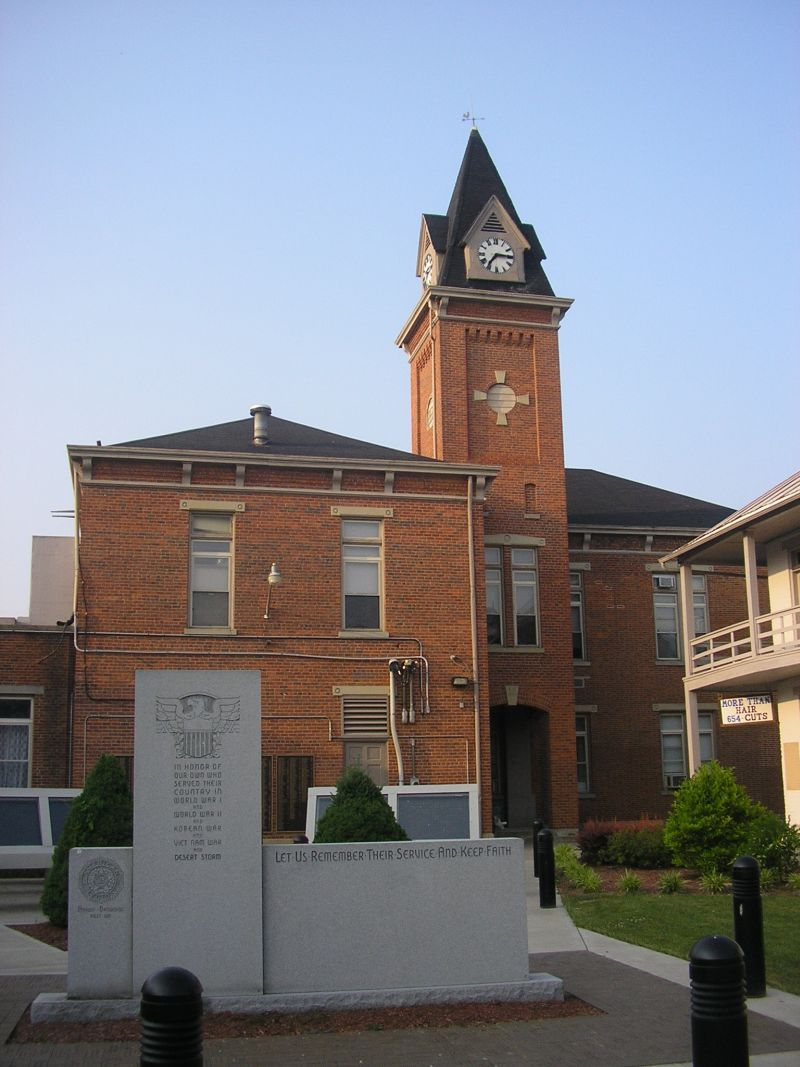
Pendleton County Courthouse